# Dio è grande, io no
Dio è grande, io no (Dieu est grand, je suis toute petite) è un film del 2001 diretto da Pascale Bailly.